# Homohisteria
La homohisteria el miedo a ser considerado homosexual debido a un comportamiento que normalmente se considera atípico en cuanto al género. La homohisteria puede existir en culturas donde se entiende que las personas son y pueden ser homosexuales, incluso aunque lo oculten, y que la homosexualidad está percibida como menos deseable que la heterosexualidad. Esta combinación lleva a que los hombres teman que los demás piensen que son homosexuales si no encajan en los  roles estereotipados de género masculino. El hecho de no encajar en los estereotipos de género (atipicidad de género) es algo que se ha asociado históricamente con hombres homosexuales; los juicios a Oscar Wilde reforzaron esta creencia en Gran Bretaña y en otros lugares, y su condena por indecencia grave reforzó los estereotipos públicos sobre los hombres homosexuales. debido a estos conceptos erróneos, muchos hombres homosexuales que actuaban estereotípicamente de manera masculina quedaron exentos de la sospecha pública sobre su sexualidad.

## Origen
La homohisteria es un concepto establecido como parte de la Teoría de la Masculinidad Inclusiva del profesor Eric Anderson. Tanto Eric Anderson como Mark McCormack sostienen que hay tres condiciones sociales que deben cumplirse para que exista una cultura homohistérica: (1) conciencia generalizada de que la homosexualidad masculina existe como una orientación sexual inmutable dentro de una porción significativa de la población de una cultura; (2) altos niveles de homofobia en esa cultura; y (3) la asociación de la atipicidad de género con la homosexualidad. Estos niveles diferentes de condiciones sociales ayudan a explicar diversas tendencias sociales relativas a la masculinidad.
Por ejemplo, la homohisteria ayuda a explicar por qué a hombres de muchos países islámicos se les permite tener intimidad física y emocional (incluso tomarse de las manos), sin que su orientación de género heterosexual sea puesta en duda; mientras que dos hombres tomados de la mano en Estados Unidos se perciben como homosexuales, los hombres en los países islámicos no son considerados homosexuales por participar en esas mismas conductas. Esto se debe a la creencia de que los hombres en estas sociedades no pueden ser homosexuales; el presidente iraní Mahmud Ahmadineyad afirmaba que en Irán no había personas homosexuales, y otros declaraban que la homosexualidad era una «enfermedad del hombre blanco».
de la misma manera, la homohisteria puede  explicar los matices en la tactilidad masculina a lo largo del tiempo; el trabajo de John Ibson asoció una disminución en la distancia social entre hombres en fotografías grupales, lo que se puede entender mediante el uso de la homohisteria. Este concepto se ha utilizado para explicar la homofobia y la vigilancia de género también entre las mujeres; principalmente por Rachael Bullingham en su exploración de las experiencias de las atletas en deportes de equipo.
Eric Anderson cree que la homohisteria occidental alcanzó su punto máximo en la década de 1980,  tras la epidemia de VIH/SIDA entre los hombres homosexuales.

## Impacto
A medida que la cultura se vuelve menos homofóbica y hay menos estigma social en torno al afecto físico platónico entre hombres, las vidas de los hombres heterosexuales mejoran, ya que son menos agresivos y están menos alienados físicamente unos de otros.